# Nguyễn Xuân Lâm
Nguyễn Xuân Lâm là Thiếu tướng Công an nhân dân Việt Nam. Ông từng giữ chức vụ Phó Chánh Thanh tra Bộ Công an (Việt Nam), Giám đốc Công an tỉnh Nghệ An (2010-2015).

## Tiểu sử
Nguyễn Xuân Lâm là đảng viên Đảng Cộng sản Việt Nam.
Chiều ngày 8 tháng 12 năm 2010, Đại tá Nguyễn Xuân Lâm, Phó Giám đốc Công an tỉnh Nghệ An được Bộ trưởng Bộ Công an Việt Nam bổ nhiệm giữ chức vụ Giám đốc Công an tỉnh Nghệ An thay Thiếu tướng Võ Trọng Thanh nghỉ hưu.
Từ tháng 6 năm 2011 đến tháng 12 năm 2012, Nguyễn Xuân Lâm là Đại tá, Ủy viên Ban thường vụ Tỉnh ủy Nghệ An, Giám đốc Công an tỉnh Nghệ An.
Tháng 9 năm 2014, ông là Thiếu tướng, Ủy viên Ban thường vụ Tỉnh ủy Nghệ An, Giám đốc Công an tỉnh Nghệ An.
Sáng ngày 24 tháng 5 năm 2015, Thiếu tướng Nguyễn Xuân Lâm, được trao quyết định điều động của Bộ trưởng Bộ Công an Việt Nam Trần Đại Quang thôi giữ chức vụ Giám đốc Công an tỉnh Nghệ An và để đảm nhiệm chức vụ Phó Chánh Thanh tra Bộ Công an (Việt Nam).

## Lịch sử thụ phong quân hàm
- Đại tá
- Thiếu tướng (2014)[8]